# ABKCO 레코드
ABKCO 뮤직 & 레코드 주식회사(ABKCO Music & Records, Inc.)는 미국의 주요 독립 레코드 레이블, 음악 출판사, 그리고 영화와 영상 제작사다. 샘 쿡, 롤링 스톤스, 애니멀스, 허맨즈 허미츠, 마리안 페이스풀, 킹크스의 음악 소유권과 관리권을 가지고 있으며, 카메오 파크웨리 레이블은 처비 체커, 보비 라이델, 오런스, 두벨스, 퀘스천 마크 & 더 미스테리언즈, 더 타임스, 그리고 디 디 샤프의 음반을 맡고 있다. 2009년까지, ABKCO는 필즈 레코드와 회사의 마스터 레코딩을 관리했다. ABKCO 레코드는 현재 유니버셜 뮤직 유통사를 통해 배포하고 있다. 여기에는 롤링 스톤스의 음악도 포함된다.
ABKCO는 알레한드로 조도로프스키 감독의 초기 영화 저작권도 보유하고 있다.